# Mémoires. Academie des Sciences, Inscriptions et Belles-Lettres de Toulouse
Mémoires. Academie des Sciences, Inscriptions et Belles-Lettres de Toulouse (abreviado Mem. Acad. Sci. Toulouse) es una revista con ilustraciones y descripciones botánicas que es en editada en Toulouse. Se publicaron varias series desde 1842 hasta ahora. Fue precedida por Hist. & Mém. Acad. Roy. Sci. Toulouse.

## Publicación
- Serie n.º 3, vols. 1-6, 1842-50;
- Serie n.º 4, vols. 1-6, 1851-56;
- Serie n.º 5, vols. 1-6, 1857-62;
- Serie n.º 6, vols. 1-6, 1863-68;
- Serie n.º 7, vols. 1-10, 1869-78;
- Serie n.º 8,¹vols. 1-10, 1879-88;
- Serie n.º 9, vols. 1-9, 1889-97;
- Serie n.º 10, vols. 1-12, 1901-12;
- Serie n.º 11, vols. 1-10, 1913-22;
- Serie n.º 12, vol. 1+, 1923+